# 海底幹線
海底幹線（かいていかんせん）は、千葉県袖ケ浦市の東京ガス袖ケ浦工場から東京湾の下をくぐって東京都江東区の東京ガス陸揚ガバナステーションまでを結んでいる天然ガスのパイプラインである。全長は約26キロメートルあり、東京湾の海底に溝を掘削してその中に鋼管を埋める形で建設されている。

## 背景
東京ガスでは、神奈川の根岸工場から東京都、埼玉県を周って千葉県の袖ケ浦工場まで、東京都心の外周を大きく囲う全長約216キロメートルの陸上環状幹線というガスパイプラインを保有して都市ガスの供給を行っていた。陸上環状幹線がまだ建設中であった1971年（昭和46年）5月に東京ガスに供給幹線部が発足して以来、陸上環状幹線に加えて袖ケ浦工場から東京都心へ向かうパイプラインを加えることで輸送幹線を複数化し、都市ガス供給のより一層の安定確保を図るという観点から、海底幹線と湾環道路幹線の建設検討が行われていた。
1973年（昭和48年）から計画推進のための各種情報の収集を開始し、関係官庁と折衝を進めた。各官庁からの基本的了解が得られ、大まかなルートも決定されたことから、1974年（昭和49年）2月に本格的な調査工事を開始することになった。

## 設計と構造
1950年代から海底パイプラインの建設がアメリカ合衆国のルイジアナ州沖やペルシャ湾における海底油田などで行われるようになった。しかしこうしたパイプラインは、深海や気象条件の悪い場所で敷設することに重点を置いており、また油井の寿命に合わせた耐用年数で良いとされていた。これに対して東京湾のように船舶の航行が極めて多い環境下で海底パイプラインを敷設する工事は当時世界でも珍しいものであった。また、長期耐久性と安全性に重点を置いたパイプラインを敷設する技術については、調査と検討が必要であった。
そこで日本国外の海洋工事コンサルタントの技術的な指導の下、まず敷設を予定する環境の十分な調査が行われ、海底の土質、海の深さ、潮流、波浪、掘削埋め戻しの工事の際の海水の濁り、ルート上の障害物などが調査された。その結果を基に詳細な設計と工程の作成が進められた。そして航行する船舶の錨により導管を傷つけられないように、東京湾で最大となる25万トン級船舶が導管直上で錨を落としたり（投錨）、船が流されて錨を引きずったり（走錨）といった事象を想定して繰り返し実験と調査をおこなった。
こうした検討の結果、パイプラインの材質として高圧パイプライン用鋼管規格でもっとも広く使用されているアメリカ石油協会のハイテストラインパイプ規格5LX-X65を採用した。公称の口径は600ミリメートル、外径609.6ミリメートル、肉厚15.9ミリメートル、設計圧力は70 kgf/cm2（約6.9メガパスカル）とし、溶接法は自動イナートガスアーク溶接、自動サブマージドアーク溶接を使用した。
鋼管の腐食を防止するための塗覆装は、プラスチックライニングを採用した。また外部電源法による電気防食を採用した。導管の敷設時の外力に対する安定性、埋設後の安定性などを検討して、導管の比重を1.23となるようにすることにし、比重調整のためのコンクリートコーティングを行うことにした。
導管は、海底を掘削した底に敷設した上で山砂を使って埋め戻すようにした。導管に対して土被りが3メートルあれば、最悪条件での錨の影響に対しても安全であるとして、海底を4メートル掘削して設置し、導管の上部から埋め戻し後の海底まで3メートルを確保するようにした。掘削した底の幅は3メートルあり、両側の法面勾配は余裕を見て1対1として、海底面での掘削幅は最大11メートルとなった。
また地震国であるため様々な耐震対策を施した。敷設した鋼管自体が非常に強度が高く展延性も優れており、世界的にも類を見ないほど厳しい耐震設計を適用した。さらに海底幹線の両端に感震器、緊急遮断弁、放散塔を設置して震度6以上の大地震に際して自動的に緊急措置が講じられるようにした。

## 建設
1976年（昭和51年）7月に海底幹線の導管敷設工事に着手した。工事は、水中をウォータージェットで掘削する工事と構内施設を日本鋼管が、グラブ掘削と埋め戻しを東亜建設工業が、鋼管の敷設とライザー部（海底導管と陸上導管の接続部）を新日本製鐵が担当した。
まず工場で塗覆装を終えた全長12メートルの鋼管を、新日鉄君津製鉄所隣に設けた陸上ヤードで2本ずつ溶接し、コンクリートコーティングをおこなっておいた。敷設作業は、水深や船舶の航行状況に応じて、起点側の約300メートルと終点側の約900メートルを浮遊曳航法で、それ以外の湾央部を敷設船法で実施した。敷設船法のうち、荒川河口に近い約2100メートル部分は水深が浅いため小型の船を使用した。導管を敷設する溝を掘削する工事は、袖ケ浦側約300メートルと新木場側約3000メートルについては、導管を敷設する前にグラブを用いて掘削しておいた。一方これ以外の部分については導管を敷設した後に水中ジェット・水中ポンプを用いて掘削した。
浮遊曳航法は、100メートルから200メートル程度の長さに溶接した導管にフローターを取り付けて海上輸送し、クレーンで所定の高さに吊り上げてから台船上で溶接してつなぎ合わせ、所定の場所に敷設していく方法である。一方敷設船法は船の上で導管をつなぎ合わせてから海底に沈めていく方式で、新日本製鉄の敷設船「第2くろしお」（12,000重量トン）を用いて袖ケ浦側から1日約300メートル程度の速さで施工していった。
導管敷設後に水中ジェットを用いて掘削する方式の部分では、敷設工事の約1か月後に日本鋼管所有の掘削船「第2あんぜん」が掘削工事を実施した。船上から高い圧力の水を掘削機に送り、ノズルから噴出させて海底に溝を掘って、掘り起こされた土砂は水中ポンプで吸い上げられる。一度に規定の深さまで掘削すると、導管に生じる応力が大きくなる恐れがあるとして、2回に分けて掘削を行い、1か月で約6キロメートル前進する速さで掘削を行った。
掘削後、東亜建設工業のリクレーマー船「神鶴」を改造した船で、土運船が運んできた土砂を連続的にすくいこんでじょうご管を通して海底に落として、導管を敷設した溝を埋め戻していった。その後、ならし船により海底面を引きならしていった。以上のいずれの作業も、船が1隻で稼働するのではなく、交代作業員や海上での補給物資を運ぶ船や、他の航行船舶に対する安全確保のための警戒船など、10隻あまりの船が船団を形成して作業を進めていった。
敷設作業は、1976年（昭和51年）7月から11月にかけて、水中ジェットによる掘削は8月から12月にかけて実施した。埋め戻し工事は翌1977年（昭和52年）1月から10月までかけて実施し、その後完成検査を実施した。完成検査では、設計圧力の1.5倍以上の圧力をかけた耐圧試験と設計圧力の1.1倍以上の圧力をかけた気密試験を実施した。

## 運用
海底幹線の工事が行われている間、陸揚ガバナステーションから東京湾岸道路に設けた共同溝を通じて大井ガバナステーションに接続する湾環幹線の工事も進められた。当時はこの途中に東京ガス豊洲工場もあった。こうした工事が1977年（昭和52年）12月に完成して、12月28日から稼働を開始した。
運用開始後は、ガスの送出圧・到着圧・流量・温度などが常時計測され、異常があれば直ちに遮断が行われる安全管理が行われている。また海底に埋設した導管の漏洩検査のために、サイドスキャンソナーを利用した漏洩・海底面状況検査が定期的に行われている。ルート周辺で他の企業者が実施する工事に対しても常時把握して、随時協議を行う体制がとられている。
その後、2008年（平成20年）に中央幹線I期が、2010年（平成22年）に中央幹線II期が完成し、海底幹線の新木場陸揚ガバナステーションは東側で中央幹線とも接続されるようになり、環状幹線の中央部を南北に結ぶルートが完成した。2017年（平成29年）現在、新木場陸揚ガバナステーションの西側は湾環幹線および京浜幹線を通じて扇島LNG基地へとつながっている。

### 書籍
- 『東京ガス百年史』東京ガス、1986年3月。

### 雑誌記事・論文
- 村井亨正「海底幹線の施工」『日本瓦斯協会誌』第31巻第9号、日本瓦斯協会、1978年9月、9 - 16頁。
- 大沢隆太郎、村井亨正「天然ガス海底幹線の建設について」『土と基礎』第25巻第4号、地盤工学会、1977年4月、33 - 40頁。
- 大沢隆太郎「天然ガス海底幹線の敷設」『エネルギー』第9巻第11号、日本工業新聞新社、1976年11月、51 - 57頁。
- 村井亨正「天然ガス海底幹線の保守管理」『配管技術』第20巻第7号、日本工業出版、1978年7月、51 - 56頁。